# 彼德·漢彌頓
彼德·漢彌頓（英語：Peter F. Hamilton，1960年3月2日—）是一名英國小說家，以其太空歌劇聞名，曾獲雨果獎及克拉克獎提名。彼德於1987年開始寫作，並將第一部短篇小說售予《戰慄》雜誌。正式出版的第一部小說《Mindstar Rising》於1993年出版。1996年，《夜之曙》三部曲陸續出版，使彼德聲名鵲起。